# Président de l'union des Comores
Le président de l'union des Comores est le chef de l'État et du gouvernement de l'union des Comores. Ses compétences politiques et institutionnelles sont régies par la Constitution de 2001 révisée en 2018.

## Système électoral

### Actuel

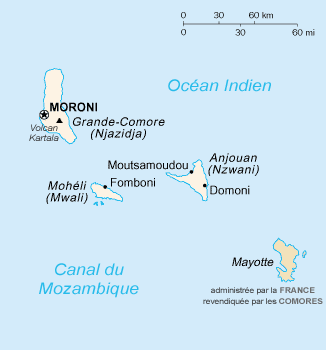
Archipel des Comores.

Le président de l'union des Comores est élu au scrutin uninominal majoritaire à deux tours pour un mandat de cinq ans renouvelable une seule fois de manière consécutive. Si aucun candidat ne l'emporte au premier tour, un second est organisé entre les deux candidats arrivés en tête. Celui réunissant le plus de suffrages est alors déclaré élu. 
Les candidats à la présidence doivent obligatoirement être comoriens de naissance, âgés d'au moins trente cinq ans le jour de l'élection et avoir résidé sur le territoire national au cours des douze mois précédant le scrutin.
La présidence est tournante entre les trois principales îles de l'archipel : Anjouan, Grande Comore et Mohéli pendant deux mandats consécutifs. Au cours de ces deux scrutins, seuls s'affrontent les candidats originaires d'une d'entre elles. Sont considérés comme originaires d'une île les candidats dont le père ou la mère est née sur celle çi, ou qui y ont résidé pendant les dix années précédant l'élection. Le choix de l'île d'origine d'un candidat pour un scrutin est définitif, celui ci ne pouvant plus à l'avenir se présenter comme candidat d'une autre à la présidence de l'Union ou à son gouvernorat.
Le président élu prête serment sur le Coran, en présence du Mufti de la République. En cas de vacance ou d'empêchement définitif au cours des 900 premiers jours de son mandat, constaté par la Cour suprême saisi par le gouvernement, une nouvelle élection présidentielle est organisée dans un délai de soixante jours. L'intérim est alors assuré par le ministre situé en première position dans l'acte de nomination des membres du gouvernement, ce dernier ne pouvant par ailleurs pas être modifié par le président au cours de son intérim. Si la vacance ou l'empêchement intervient après les 900 premiers jours du mandat du président élu, le gouverneur de son île d'origine devient président de plein droit et assure ses fonctions pour la durée restante du mandat. Le secrétaire général du Gouverneur concerné assure son intérim.

### Historique
Avant la réforme constitutionnelle entreprise en 2009, la durée du mandat était de quatre ans.
La nouvelle constitution adoptée par référendum le 30 juillet 2018 a mis fin au système électoral unique en son genre qui assurait la rotation de la présidence entre les îles à chaque mandat, et limitait de facto les présidents à un seul mandat consécutif. Dans un premier temps, les candidats ainsi que les électeurs d'une seule île participaient au premier tour qui prenait la forme d'une primaire. Puis, les trois candidats ayant recueilli le plus de voix étaient les seuls à pouvoir se présenter au second tour, soit la présidentielle en elle même, au cours de laquelle l'ensemble de la population de l'archipel participait. Était élu président de l'Union le candidat recueillant le plus de voix. La durée du mandat de cinq ans était ainsi non renouvelable de manière consécutive car le premier tour ne pouvait s'organiser deux fois successives dans la même île,. 
La fin de ce système est opérée en 2018 sous l'impulsion du président Azali Assoumani, pourtant lui-même à l'origine de cette particularité, instituée dans la constitution de décembre 2001 après son coup d'État de 1999. Candidat de Grande Comores, élu pour un premier mandat de quatre ans de 2002 à 2006, Assoumani en avait remporté un second en avril 2016, et ne devait ainsi plus pouvoir se représenter que passé un délai de dix ans. La constitution adoptée en 2018 lui permet de se présenter à sa propre succession lors de l'élection présidentielle comorienne de 2019, tandis que la remise à zéro du compteur du nombre de mandat lui permet de se présenter à celle suivante en 2024,.